# Amleto Giovanni Cicognani
Amleto Giovanni Cicognani (Brisighella, 24 febbraio 1883 – Città del Vaticano, 17 dicembre 1973) è stato un cardinale italiano, Segretario di Stato e Decano del Collegio Cardinalizio.

## Biografia

### Ministero sacerdotale
Dopo l'ordinazione presbiterale, il 23 settembre 1905 Cicognani studiò fino al 1910 a Roma teologia, filosofia e diritto canonico. In seguito iniziò subito una carriera in Curia quale collaboratore della Congregazione dei riti e in quelle per le chiese orientali e per i vescovi.

### Ministero episcopale e cardinalato
Il 17 marzo 1933 papa Pio XI lo nomina Delegato apostolico negli Stati Uniti, dopo averlo elevato al rango di arcivescovo con il titolo di Laodicea di Frigia, ossia una diocesi in partibus infidelium. L'ordinazione episcopale è impartita a Cicognani il 23 aprile 1933 dal Segretario della Congregazione per i vescovi cardinale Raffaele Carlo Rossi, co-consacranti furono Giuseppe Pizzardo e il Segretario della Congregazione per l'evangelizzazione dei popoli cardinale in pectore Carlo Salotti.
Amico del cardinale Francis Spellman, Cicognani rimase Delegato apostolico per ben 25 anni, dunque per un periodo più lungo di qualunque suo predecessore. Papa Giovanni XXIII lo crea cardinale nel suo primo concistoro del 15 dicembre 1958 con il titolo cardinalizio di San Clemente. Cinque anni prima pure suo fratello Gaetano Cicognani (1881-1962) aveva ottenuto la porpora da papa Pio XII, ciò rappresentò un'eccezione alla norma canonica che proibiva la presenza nel Collegio cardinalizio di due fratelli. Sarà poi nominato Cardinale Vescovo di Frascati il 23 maggio 1962 succedendo proprio al fratello Gaetano, morto il 5 febbraio dello stesso anno.
Il 14 novembre 1959 Cicognani è nominato Segretario della sacra Congregazione per la Chiesa orientale e, alla morte del cardinale Tardini il 12 agosto 1961 Cardinal Segretario di Stato, in tale veste egli partecipa dunque al Concilio vaticano II. In questo ruolo Cicognani sarà molto apprezzato, fra l'altro, per l'ottima conoscenza della lingua inglese e - anche a livello di contatti personali - della realtà degli Stati Uniti: fattore di non trascurabile importanza negli anni della guerra fredda e della crisi di Cuba dell'ottobre 1962.
Riconfermato nel proprio incarico dopo la morte di papa Giovanni XXIII dal successore Paolo VI, fu da questi nominato Presidente della Administratio Patrimonii Sedis Apostolicae il 7 maggio 1968.
Il 30 aprile 1969 Cicognani lascia tutti gli uffici fino ad allora ricoperti.
Il 22 giugno dello stesso anno consacra, nella cattedrale di Faenza, il forlivese Pio Laghi arcivescovo titolare di Mauriana.
Il 24 marzo 1972 diventa Cardinal decano del Collegio Cardinalizio, unendo così al proprio titolo di Frascati anche quello di Ostia, proprio del decano. Dopo la sua morte fu sepolto nella basilica di San Clemente al Laterano.

## Genealogia episcopale e successione apostolica
La genealogia episcopale è:
- Cardinale Scipione Rebiba
- Cardinale Giulio Antonio Santori
- Cardinale Girolamo Bernerio, O.P.
- Arcivescovo Galeazzo Sanvitale
- Cardinale Ludovico Ludovisi
- Cardinale Luigi Caetani
- Cardinale Ulderico Carpegna
- Cardinale Paluzzo Paluzzi Altieri degli Albertoni
- Papa Benedetto XIII
- Papa Benedetto XIV
- Papa Clemente XIII
- Cardinale Marcantonio Colonna
- Cardinale Giacinto Sigismondo Gerdil, B.
- Cardinale Giulio Maria della Somaglia
- Cardinale Carlo Odescalchi, S.I.
- Cardinale Costantino Patrizi Naro
- Cardinale Lucido Maria Parocchi
- Papa Pio X
- Cardinale Gaetano De Lai
- Cardinale Raffaele Carlo Rossi, O.C.D.
- Cardinale Amleto Giovanni Cicognani

La successione apostolica è:
- Vescovo Gerald Shaughnessy, S.M. (1933)
- Arcivescovo Robert Emmet Lucey (1934)
- Arcivescovo Francis Patrick Keough (1934)
- Cardinale Aloysius Joseph Muench (1935)
- Vescovo Joseph Michael Gilmore (1936)
- Vescovo William Lawrence Adrian (1936)
- Vescovo Matthew Francis Brady (1938)
- Vescovo Albert Lewis Fletcher (1940)
- Arcivescovo Henry Joseph O'Brien (1940)
- Vescovo Laurence Julius FitzSimon (1941)
- Vescovo Joseph Clement Willging (1942)
- Vescovo Peter William Bartholome (1942)
- Vescovo Augustine Danglmayr (1942)
- Arcivescovo Leo Binz (1942)
- Vescovo Joseph Aloysius Burke (1943)
- Vescovo Johánnes Gunnarsson, S.M.M. (1943)
- Arcivescovo Bryan Joseph McEntegart (1943)
- Vescovo Francis Joseph Haas (1943)
- Vescovo Michael Joseph Ready (1944)
- Vescovo Henry Joseph Grimmelsman (1944)
- Arcivescovo Edward Joseph Hunkeler (1945)
- Vescovo Apollinaris William Baumgartner, O.F.M.Cap. (1945)
- Vescovo John Patrick Treacy (1945)
- Cardinale Lawrence Joseph Shehan (1945)
- Vescovo Leo Ferdinand Dworschak (1946)
- Vescovo Daniel Joseph Feeney (1946)
- Arcivescovo James Joseph Byrne (1947)
- Vescovo Knut Ansgar Nelson, E.B.C. (1947)
- Vescovo Joseph Maximilian Mueller (1947)
- Vescovo Edward Celestin Daly, O.P. (1948)
- Cardinale John Francis Dearden (1948)
- Vescovo Russell Joseph McVinney (1948)
- Arcivescovo Francesco Lardone (1949)
- Vescovo John Joyce Russell (1950)
- Vescovo Leo Aloysius Pursley (1950)
- Vescovo Patrick Joseph McCormick (1950)
- Vescovo Paul Leonard Hagarty, O.S.B. (1950)
- Vescovo Maurice Schexnayder (1951)
- Vescovo Joseph Lennox Federal (1951)
- Vescovo Joseph Mark McShea (1952)
- Vescovo Lambert Anthony Hoch (1952)
- Vescovo James Johnston Navagh (1952)
- Vescovo Leo Richard Smith (1952)
- Cardinale John Joseph Krol (1953)
- Arcivescovo Coleman Francis Carroll (1953)
- Vescovo Jerome Aloysius Daugherty Sebastian (1954)
- Vescovo Jerome Daniel Hannan (1954)
- Vescovo Eustace John Smith, O.F.M. (1956)
- Vescovo John Louis Morkovsky (1956)
- Arcivescovo Philip Matthew Hannan (1956)
- Vescovo Lawrence Alexander Glenn (1956)
- Vescovo Andrew Gregory Grutka (1957)
- Arcivescovo George Joseph Biskup (1957)
- Arcivescovo James Vincent Casey (1957)
- Vescovo Howard Joseph Carroll (1958)
- Vescovo Victor Joseph Reed (1958)
- Vescovo Michael William Hyle (1958)
- Arcivescovo Paul John Hallinan (1958)
- Vescovo Zenone Albino Testa, O.F.M.Cap. (1961)
- Vescovo Paulo José Tavares (1961)
- Arcivescovo Emanuele Clarizio (1961)
- Arcivescovo Carmine Rocco (1961)
- Cardinale Luigi Dadaglio (1961)
- Arcivescovo Antonino Pinci (1961)
- Arcivescovo Mario Brini (1962)
- Arcivescovo John Gordon (1962)
- Arcivescovo Antonio del Giudice (1962)
- Vescovo Luigi Liverzani (1962)
- Vescovo Alfredo Maria Cavagna (1962)
- Vescovo Luigi Civardi (1962)
- Arcivescovo Gino Paro (1962)
- Arcivescovo Mario Cagna (1962)
- Arcivescovo Salvatore Asta (1962)
- Arcivescovo Vito Roberti (1962)
- Vescovo Thomas Ryan (1963)
- Arcivescovo Bruno Torpigliani (1964)
- Vescovo Giuseppe Marafini (1964)
- Cardinale Luigi Poggi (1965)
- Cardinale Aurelio Sabattani (1965)
- Arcivescovo Augustin-Joseph Antoine Sépinski, O.F.M. (1965)
- Arcivescovo Alfredo Poledrini (1965)
- Cardinale Salvatore Pappalardo (1966)
- Cardinale Giovanni Benelli (1966)
- Arcivescovo Costante Maltoni (1967)
- Cardinale Angelo Felici (1967)
- Arcivescovo Luigi Accogli (1967)
- Arcivescovo Giovanni Mariani (1967)
- Arcivescovo Ippolito Rotoli (1967)
- Arcivescovo Paolo Mosconi (1967)
- Arcivescovo Giovanni Gravelli (1968)
- Cardinale Antonio Innocenti (1968)
- Cardinale Lorenzo Antonetti (1968)
- Arcivescovo Girolamo Prigione (1968)
- Arcivescovo Michele Cecchini (1969)
- Cardinale Sergio Guerri (1969)
- Cardinale Pio Laghi (1969)
- Arcivescovo Luigi Barbarito (1969)